# 本普夫林根
本普夫林根是德国巴登-符腾堡州的一个市镇。总面积6.27平方公里，总人口3322人，其中男性1627人，女性1695人（2011年12月31日），人口密度530人/平方公里。